# Arcuphantes ephippiatus
Arcuphantes ephippiatus är en spindelart som beskrevs av Paik 1985. Arcuphantes ephippiatus ingår i släktet Arcuphantes och familjen täckvävarspindlar. Inga underarter finns listade i Catalogue of Life.